# Springside (Saskatchewan)
Springside es un pueblo canadiense situado en la provincia de Saskatchewan.

## Superficie
Springside tiene una superficie de 0,7 km².

## Demografía
En 2021, tenía 478 habitantes, una densidad poblacional de 679,3 hab./km², y 227 viviendas.